# GRB 060614
GRB 060614 fue un estallido de rayos gamma con propiedades inusuales detectado por el observatorio Swift, el 14 de junio de 2006. Desafió el consenso científico desarrollado previamente con respecto a los progenitores de brotes de rayos gamma y los agujeros negros.
Todos los estallidos de rayos gamma detectados anteriormente, habían sido divididos en dos categorías: largos (más de dos segundos) y cortos. La supuesta fuente de estallidos largos son estrellas muy lejos de la Tierra en el momento de su colapso en un agujero negro. Tal mecanismo para la formación de un estallido de rayos gamma, sugiere que debe ser seguido por una explosión de supernova. Se citaron posibles fuentes de ráfagas cortas como la fusión de dos estrellas de neutrones para formar un agujero negro, la fusión de una estrella de neutrones y un agujero negro, o la fusión de dos agujeros negros. Además de la duración del estallido, las categorías también difieren en la energía promedio (frecuencia) de los rayos gamma, para estallidos cortos es mucho mayor.
GRB 060614 no encajaba en el patrón de observación existente. La duración del estallido de rayos gamma fue de 102 segundos, el resplandor de rayos X duró más de una semana. Fue registrado en una galaxia en la constelación Indus, a 1600 millones de años luz de la Tierra. La longitud temporal de GRB 060614 atestigua su pertenencia a la categoría de ráfagas largas. La teoría dominante de los estallidos largos predijo la detección de una supernova masiva en observaciones ópticas. Sin embargo, ninguno de los observatorios que registran esta región del cielo detectó una supernova o las firmas espectrales de los átomos de níquel-56, que deberían formarse cuando una estrella colapsa. La galaxia madre de la fuente GRB 060614 es pequeña (alrededor de una centésima parte del peso de la Vía Láctea) y contiene muy pocas estrellas que podrían convertirse en una supernova o en la fuente de un estallido prolongado.
Al mismo tiempo, según los datos de observación, GRB 060614 se puede dividir en dos partes: un pulso inicial con una duración de menos de 5 segundos de rayos gamma de alta energía y, un flujo posterior de casi 100 segundos de duración de rayos gamma con menor energía. Las observaciones de ráfagas cortas con un patrón de emisión similar, que ya estaban disponibles en ese momento, podrían dar motivos para clasificar a GRB 060614 en la misma clase, pero era unas 8 veces más potente.
En diciembre de 2006, se publicó un artículo sobre el estallido en la revista Nature, y los editores describieron una cacería por parte de científicos para definir un nuevo sistema de clasificación de estallidos de rayos gamma para dar cuenta de este estallido. GRB 060614 se clasificó posteriormente como un «estallido híbrido de rayos gamma», definido como un estallido largo sin una supernova acompañante y, se sabe que fue una observación de una cuasiestrella.